# Срђан Кнежевић (новинар)
Срђан Кнежевић (Нови Сад, 18. новембар 1955 — Београд, 18. децембар 2006) је био српски спортски новинар.

## Биографија
Средњу школу завршио је у Руској гимназији у Будимпешти 1973. године. Дипломирао је на Економском факултету у Београду 1978. године. Скоро три деценије радио је у спортској редакцији Телевизије Београд (РТС).
Преминуо је 18. децембра 2006. године у Београду после дуге и тешке болести.